# Discografia degli Avenged Sevenfold
La discografia degli Avenged Sevenfold, gruppo musicale heavy metal statunitense, è costituita da otto album in studio, un album dal vivo, due raccolte, una colonna sonora, due EP e oltre venti singoli, pubblicati tra il 2001 e il 2023.

## Album

### Album in studio
| Anno | Titolo | Classifiche | Classifiche | Classifiche | Classifiche | Classifiche | Classifiche | Classifiche | Classifiche | Classifiche | Classifiche | Certificazioni                          |
| Anno | Titolo | USA         | AUS         | CAN         | DEU         | FIN         | JPN         | NOR         | NZL         | SWE         | UK          | Certificazioni                          |
| ---- | --- | ----------- | ----------- | ----------- | ----------- | ----------- | ----------- | ----------- | ----------- | ----------- | ----------- | --------------------------------------- |
| 2001 | Sounding the Seventh Trumpet - Pubblicato: 24 luglio 2001 - Etichetta: Good Life - CD, LP, download digitale           | —           | —           | —           | —           | —           | —           | —           | —           | —           | —           |                                         |
| 2003 | Waking the Fallen - Pubblicato: 26 agosto 2003 - Etichetta: Hopeless - Formati: CD, LP, download digitale              | 10          | 34          | —           | 48          | —           | 176         | —           | —           | —           | 35          | - CAN: Oro - UK: Argento - USA: Platino |
| 2005 | City of Evil - Pubblicato: 6 giugno 2005 - Etichetta: Warner Bros. - Formati: CD, LP, download digitale                | 30          | —           | —           | —           | —           | 16          | —           | —           | —           | 63          | - CAN: Oro - UK: Oro - USA: Platino     |
| 2007 | Avenged Sevenfold - Pubblicato: 30 ottobre 2007 - Etichetta: Warner Bros. - Formati: CD, CD+DVD, LP, download digitale | 4           | 37          | 6           | —           | —           | 12          | —           | —           | —           | 24          | - UK: Oro - USA: Platino                |
| 2010 | Nightmare - Pubblicato: 27 luglio 2010 - Etichetta: Warner Bros. - Formati: CD, LP, download digitale                  | 1           | 9           | 2           | 36          | 1           | 12          | 14          | 2           | 9           | 5           | - CAN: Platino - UK: Oro - USA: Platino |
| 2013 | Hail to the King - Pubblicato: 21 agosto 2013 - Etichetta: Warner Bros. - Formati: CD, LP, download digitale           | 1           | 2           | 1           | 5           | 1           | 15          | 3           | 3           | 4           | 1           | - CAN: Platino - UK: Oro - USA: Platino |
| 2016 | The Stage - Pubblicato: 28 ottobre 2016 - Etichetta: Capitol - Formati: CD, LP, download digitale                      | 4           | 4           | 1           | 14          | 10          | 42          | 16          | 9           | 37          | 13          |                                         |
| 2023 | Life Is but a Dream... - Pubblicato: 2 giugno 2023 - Etichetta: Warner Bros. - Formati: CD, LP, download digitale      | 13          | 46          | 11          | 27          | 20          | 46          | —           | 29          | —           | 21          |                                         |

### Album dal vivo
| Anno | Titolo |
| ---- | --- |
| 2017 | Live at the Grammy Museum - Pubblicato: 8 dicembre 2017 - Etichetta: Capitol - Formati: download digitale |

### Raccolte
| Anno | Titolo | Classifiche | Classifiche | Classifiche | Classifiche | Classifiche | Certificazioni |
| Anno | Titolo | USA         | CAN         | JPN         | NZL         | UK          | Certificazioni |
| ---- | --- | ----------- | ----------- | ----------- | ----------- | ----------- | -------------- |
| 2008 | Live in the LBC & Diamonds in the Rough - Pubblicato: 16 settembre 2008 - Etichetta: Warner Bros. - Formati: CD+DVD, 2 LP, download digitale | 24          | 16          | 44          | 29          | 42          | - USA: Platino |
| 2016 | The Best of 2005-2013 - Pubblicato: 2 dicembre 2016 - Etichetta: Warner Bros. - Formati: 2 CD, download digitale                             | —           | —           | 257         | —           | —           |                |

### Colonne sonore
| Anno | Titolo |
| ---- | --- |
| 2015 | Hail to the King: Deathbat (Original Video Game Soundtrack) - Pubblicato: 27 gennaio 2015 - Etichetta: Warner Bros. - Formati: download digitale |

## Extended play
| Anno | Titolo                                                                                                  |
| ---- | --- |
| 2001 | Warmness on the Soul - Pubblicato: 8 agosto 2001 - Etichetta: Good Life - Formati: CD                   |
| 2018 | Black Reign - Pubblicato: 21 settembre 2018 - Etichetta: Warner Bros. - Formati: 10", download digitale |

## Singoli
| Anno | Titolo                | Classifiche | Classifiche | Classifiche | Classifiche | Classifiche | Classifiche | Classifiche | Classifiche | Certificazioni                              | Album di provenienza                    |
| Anno | Titolo                | USA         | USA Alt.    | USA Main.   | USA Rock    | CAN         | CAN Rock    | UK          | UK Rock     | Certificazioni                              | Album di provenienza                    |
| ---- | --------------------- | ----------- | ----------- | ----------- | ----------- | ----------- | ----------- | ----------- | ----------- | ------------------------------------------- | --------------------------------------- |
| 2005 | Bat Country           | 60          | 6           | 2           | —           | —           | —           | 84          | 3           | - UK: Argento - USA: Platino                | City of Evil                            |
| 2006 | Beast and the Harlot  | 140         | 40          | 19          | —           | —           | —           | 44          | 1           |                                             | City of Evil                            |
| 2006 | Burn It Down          | —           | —           | —           | —           | —           | —           | —           | 7           |                                             | City of Evil                            |
| 2006 | Seize the Day         | —           | —           | 17          | —           | —           | —           | —           | —           |                                             | City of Evil                            |
| 2007 | Walk                  | —           | —           | —           | —           | —           | —           | —           | —           |                                             | All Excess                              |
| 2007 | Critical Acclaim      | —           | —           | —           | —           | —           | —           | —           | —           |                                             | Avenged Sevenfold                       |
| 2007 | Almost Easy           | 106         | 6           | 3           | —           | —           | —           | 67          | 1           | - USA: Platino                              | Avenged Sevenfold                       |
| 2008 | Afterlife             | —           | 20          | 11          | —           | —           | —           | 197         | 3           | - UK: Argento                               | Avenged Sevenfold                       |
| 2008 | Crossroads            | —           | —           | —           | —           | —           | —           | —           | —           |                                             | Live in the LBC & Diamonds in the Rough |
| 2008 | Dear God              | —           | —           | —           | —           | —           | —           | —           | 3           |                                             | Avenged Sevenfold                       |
| 2009 | Scream                | —           | 26          | 9           | —           | —           | —           | —           | —           |                                             | Avenged Sevenfold                       |
| 2010 | Unholy Confessions    | —           | —           | —           | —           | —           | —           | —           | —           | - USA: Oro                                  | Waking the Fallen                       |
| 2010 | Nightmare             | 51          | 12          | 2           | 3           | 48          | 43          | 65          | 2           | - USA: Platino (2)                          | Nightmare                               |
| 2010 | Welcome to the Family | 110         | 15          | 2           | 8           | —           | 48          | —           | 8           |                                             | Nightmare                               |
| 2011 | So Far Away           | —           | 15          | 1           | 5           | —           | 41          | —           | —           |                                             | Nightmare                               |
| 2011 | Not Ready to Die      | 70          | —           | —           | —           | 73          | —           | 126         | 1           |                                             | Call of the Dead                        |
| 2011 | Buried Alive          | —           | 26          | 2           | 10          | —           | —           | —           | —           |                                             | Nightmare                               |
| 2012 | Carry On              | 125         | —           | 2           | —           | —           | 46          | 119         | 2           |                                             | Call of Duty: Black Ops II              |
| 2013 | Hail to the King      | 83          | 23          | 1           | 12          | 63          | 4           | 76          | 4           | - CAN: Oro - UK: Argento - USA: Platino (3) | Hail to the King                        |
| 2013 | Shepherd of Fire      | —           | —           | 1           | 28          | —           | —           | —           | 12          | - USA: Platino                              | Hail to the King                        |
| 2016 | The Stage             | 107         | —           | 4           | 10          | —           | —           | —           | 7           |                                             | The Stage                               |
| 2017 | God Damn              | —           | —           | 9           | 37          | —           | —           | —           | —           |                                             | The Stage                               |
| 2017 | Malagueña Salerosa    | —           | —           | —           | —           | —           | —           | —           | —           |                                             | The Stage                               |
| 2018 | Mad Hatter            | —           | —           | 9           | 28          | —           | —           | —           | —           |                                             | Black Reign                             |
| 2023 | Nobody                | —           | —           | 4           | 28          | —           | —           | —           | —           |                                             | Life Is but a Dream...                  |
| 2023 | We Love You           | —           | —           | —           | —           | —           | —           | —           | —           |                                             | Life Is but a Dream...                  |

## Altri brani entrati in classifica
| Anno | Titolo         | Classifiche | Classifiche | Classifiche | Certificazioni | Album di provenienza |
| Anno | Titolo         | USA Main.   | USA Rock    | UK Rock     | Certificazioni | Album di provenienza |
| ---- | -------------- | ----------- | ----------- | ----------- | -------------- | -------------------- |
| 2014 | This Means War | 4           | 36          | —           | - USA: Oro     | Hail to the King     |

## Apparizioni in compilation
| Anno | Titolo                                                | Brano                                  |
| ---- | ----------------------------------------------------- | -------------------------------------- |
| 2002 | Plea for Peace/Take Action! Vol. 2                    | Turn the Other Way                     |
| 2002 | Warped Tour 2002 Tour Compilation                     | The Art of Subconscious Illusion       |
| 2003 | Take Action! Vol. 3                                   | Chapter Four                           |
| 2003 | Warped Tour 2003 Tour Compilation                     | Darkness Surrounding                   |
| 2003 | Metal=Life CD/DVD                                     | Unholy Confessions                     |
| 2003 | Metal=Life CD/DVD                                     | Unholy Confessions (Video)             |
| 2003 | Operation: Punk Rock Freedom                          | Chapter Four                           |
| 2003 | Operation: Punk Rock Freedom                          | Darkness Surrounding                   |
| 2004 | MTV2 Headbangers Ball, Vol. 2                         | Unholy Confessions                     |
| 2004 | Hopelessly Devoted to You Vol. 4                      | Second Heartbeat                       |
| 2004 | Hopelessly Devoted to You Vol. 4                      | Darkness Surrounding                   |
| 2005 | Hopelessly Devoted to You Vol. 5                      | Chapter Four                           |
| 2005 | Hopelessly Devoted to You Vol. 5                      | Eternal Rest (Live)                    |
| 2005 | Hopelessly Devoted to You Vol. 5                      | Unholy Confessions (Video)             |
| 2005 | Masters of Horror Soundtrack                          | Beast and the Harlot (Live)            |
| 2006 | Kerrang! - High Voltage: A Brief History of Rock      | Walk (Pantera cover)                   |
| 2006 | Hopelessly Devoted to You Vol. 6                      | Darkness Surrounding                   |
| 2006 | Hopelessly Devoted to You Vol. 6                      | Unholy Confessions                     |
| 2006 | Hopelessly Devoted to You Vol. 6                      | Unholy Confessions (Video)             |
| 2006 | Hopelessly Devoted to You Vol. 6                      | We Come Out at Night (Live Video)      |
| 2006 | Kerrang! - Kerrang! Awards 2006                       | Beast and the Harlot                   |
| 2006 | Revolver Presents: The Dark Sid                       | Unholy Confessions                     |
| 2006 | Revolver Presents: The Future I                       | Chapter Four                           |
| 2006 | Saw III soundtrack                                    | Burn It Down                           |
| 2007 | Saw IV soundtrack                                     | Eternal Rest                           |
| 2008 | Maiden Heaven: A Tribute to Iron Maiden               | Flash of the Blade (Iron Maiden cover) |
| 2009 | Warner Bros. Records - Covered, A Revolution in Sound | Paranoid (Black Sabbath cover)         |

## Videografia

### Album video
| Anno | Titolo                                  | Certificazione |
| ---- | --------------------------------------- | -------------- |
| 2007 | All Excess                              |                |
| 2008 | Live in the LBC & Diamonds in the Rough | - USA: Platino |

### Video musicali
| Anno | Titolo                                 | Regista                 |
| ---- | -------------------------------------- | ----------------------- |
| 2001 | Warmness on the Soul                   | Broken Robot & Militont |
| 2003 | Second Heartbeat (Live)                | Splinter Film UK        |
| 2004 | Unholy Confessions                     | Greg Kaplan             |
| 2004 | Unholy Confessions (Alternative Video) | Greg Kaplan             |
| 2005 | Burn It Down (Live)                    | Splinter Films UK       |
| 2005 | Bat Country                            | Marc Klasfeld           |
| 2006 | Beast and the Harlot                   | Tony Petrossian         |
| 2006 | Seize the Day                          | Wayne Isham             |
| 2007 | Almost Easy                            | P.R. Brown              |
| 2008 | A Little Piece of Heaven               | Rafa Alcantara          |
| 2008 | Dear God                               | Rafa Alcantara          |
| 2008 | Afterlife                              | Wayne Isham             |
| 2010 | Nightmare                              | Wayne Isham             |
| 2011 | So Far Away                            | Wayne Isham             |
| 2012 | Carry On                               | Treyarch                |
| 2013 | Hail to the King                       | Syndrome                |
| 2013 | Shepherd of Fire                       | Wayne Isham             |
| 2014 | Chapter Four                           | Rafa Alcantara          |
| 2014 | This Means War                         | Rafa Alcantara          |
| 2016 | The Stage                              | Chris Hopewell          |
| 2017 | God Damn                               | Anders Rostad           |
| 2017 | Malagueña Salerosa (La Malagueña)      | Rafa Alcantara          |
| 2017 | Retrovertigo                           | Rafa Alcantara          |
| 2017 | Dose                                   | Rafa Alcantara          |
| 2017 | Runaway                                | Rafa Alcantara          |
| 2017 | God Only Knows                         | Rafa Alcantara          |
| 2017 | As Tears Go By                         | Rafa Alcantara          |
| 2017 | Wish You Were Here                     | Rafa Alcantara          |
| 2023 | Nobody                                 | Chris Hopewell          |
| 2023 | We Love You                            | Ryan McKinnon           |